# Marke
Marke (tal. Marche, od le marche di Ancona = marke Ancone) je regija u središnjoj Italiji. Regija Marke graniči s republikom San Marino (na sjeverozapadu) te regijama Emilia-Romagna (sjever), Umbrija (jugozapad), Abruzzo i Lacij (jugoistok), dok s istočne strane regiju oplakuje Jadransko more.
Glavni je grad Marki Ancona. Regija je podijeljena na 4 pokrajine: Ancona, Ascoli Piceno, Macerata - sve tri su dijelovi nekadašnjeg teritorija Picenum - te Pesaro e Urbino, koja se sastoji od nekoć odvojenih pokrajina Pesaro i Urbino, koje su bile dijelom rimske Umbrije. Godine 2004. izglasano je uvođenje pete pokrajine, Ferma, a izglasano će stupiti na snagu 2009. godine. Svaka pokrajina regije Marke ima svoju zasebnu povijest, što se može pripisati reljefu regije - osim riječnih dolina i često vrlo uskog obalnog pojasa, zemlja je brdovita.
U 19. stoljeću, izgrađena je obalna željeznica koja je povezala Bolognu i Brindisi s Markama. U unutrašnjosti, planine onemogućuju bilo kakvu komunikaciju u smjeru sjever-jug osim preko neravnih cesta i prijevoja.
U tradicionalnom sustavu mezzadria, po kojemu se plodovi zemlje popola dijele između zemljovlasnika i onoga koji zemlju obrađuje, uz dosta neplodno  tlo i težak teren, zemlja je dosta dobro obrađena.
Najvažnija je luka Ancona, a ostale manje luke uglavnom koriste ribarske flote. Marke su dale vrlo velik broj mornara talijanskoj mornarici.

## Vanjske poveznice
- Službene stranice regije Marke
- Marche Voyager
- Paradise Possible
- MediaSoft  Arhivirana inačica izvorne stranice od 7. lipnja 2006. (Wayback Machine)
- Delicious Italy
- ItalianVisits.com  Arhivirana inačica izvorne stranice od 26. lipnja 2006. (Wayback Machine)